# DJ Puff
DJ Puff è un videogioco pubblicato nel 1992 per Amstrad CPC, Commodore 64, ZX Spectrum e MS-DOS da Codemasters. A seconda delle edizioni, a volte viene presentato anche come DJ Puff's Volcantic Capers (interpretato come Volcanic dalle riviste) o DJ Puff's Volcanic Eruption (o Erruption).
È il seguito di Little Puff del 1990 e il protagonista è nuovamente il piccolo drago Puff, qui divenuto un DJ che deve recuperare i suoi dischi rubati. Si tratta di un videogioco a piattaforme abbastanza ordinario, in particolare la rivista Zzap!64 86 lo giudica molto simile a CJ's Elephant Antics e Your Sinclair 88 a Stuntman Seymour, tutti della stessa Codemasters.

## Modalità di gioco
Il gioco è ambientato negli scenari dell'isola tropicale dove vive Puff. I livelli sono grandi ambienti bidimensionali con visuale laterale e scorrimento in tutte le direzioni, da esplorare passando sulle piattaforme, spesso molto piccole. Il giocatore controlla Puff che può camminare, saltare, sparare saette orizzontalmente e, quando disponibili, lanciare bombe con traiettoria a parabola o soffiare fuoco. Le bombe e il soffio di fuoco sono più potenti, ma non si possono avere entrambi contemporaneamente e hanno munizioni limitate.
Puff deve evitare il contatto con terreni pericolosi, come spine e acqua, e con i vari tipi di nemici, perlopiù animali e indigeni, alcuni anche in grado di lanciare proiettili. I nemici uccisi rilasciano bonus sotto forma di frutta.
A ogni contatto si perde una delle cinque vite, che vengono tutte ripristinate quando si comincia un nuovo livello.
Per superare un livello bisogna recuperare tutti i dischi e raggiungere l'uscita. Solo all'ultimo livello c'è un boss finale, il gorilla Capitan Krips.